# 梅特罗贝尔 (奥布省)
梅特罗贝尔（法語：Metz-Robert）是法国奥布省的一个市镇，属于特鲁瓦区（Troyes）绍尔克县（Chaource）。该市镇2009年时的人口为61人。

## 人口
梅特罗贝尔人口变化图示
| 数据来源：INSEE |